# 德华银行青岛分行
36°03′43″N 120°19′08.75″E / 36.06194°N 120.3190972°E
德华银行青岛分行为德华银行在青岛的分支机构，是青岛市近代历史上第一家银行，其旧址位于中国山东省青岛市市南区太平路与青岛路口东北角、广西路14号院内，建于1899-1901年，其设计者为锡乐巴。1922年至1938年曾作为日本驻青岛总领事馆馆址，现为民居。该建筑为全国重点文物保护单位青岛德国建筑群的一部分。

## 历史

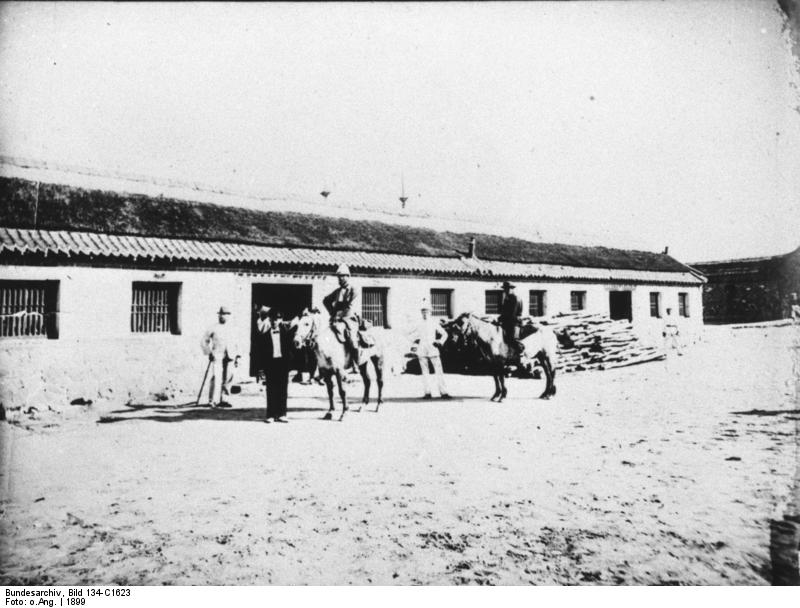
德华银行青岛分行最初的行址

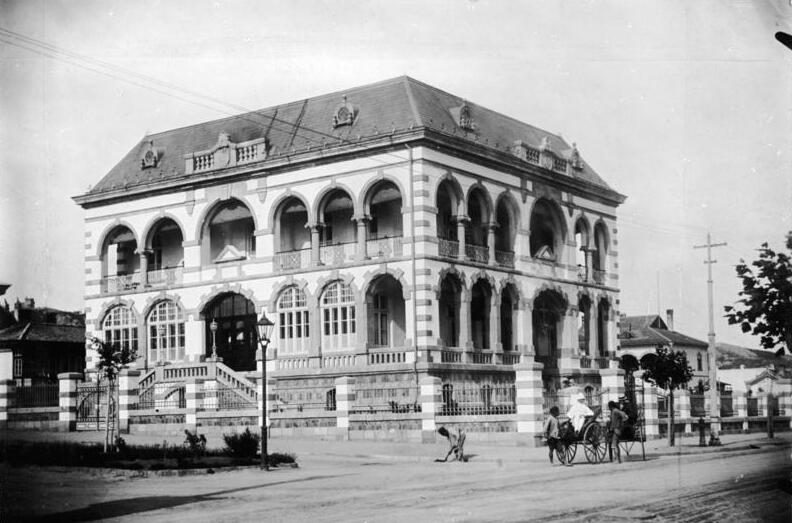
德华银行青岛分行大楼，德占时期

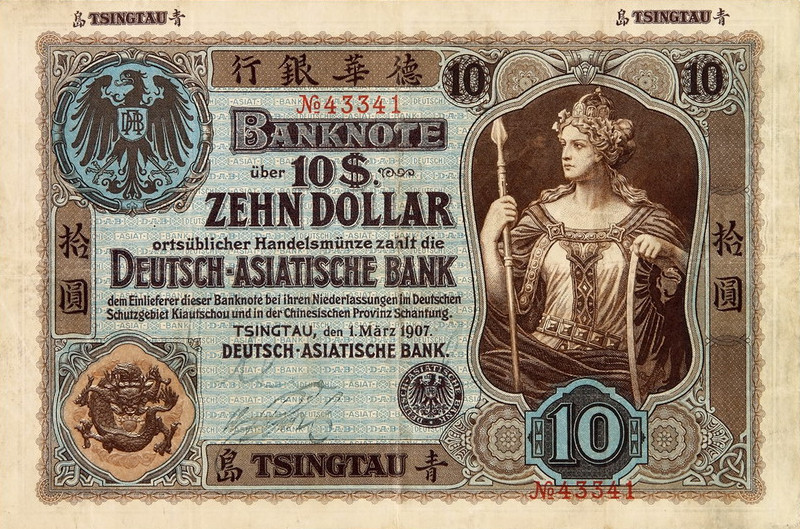
德华银行在青岛发行的纸币

德国海军于1897年11月14日占领青岛后，占领军司令棣德利曾于1898年2月15日致函海军部国务秘书提尔皮茨，称货币方面有困难，希望上海德华银行总行派遣行员赴青岛设立汇兑机构。三个月后的5月15日，德华银行青岛分行成立，首任经理为马克斯·霍曼（Max Homann）。分行最初设于一座中式平房内。分行设立后的几个月内曾参与胶澳总督府对城市建设用地的收购。
1898年10月，该行在青岛的首次土地拍卖中置下了临海的一块地产，并于次年开始建造分行大楼。该楼的设计者为铁路工程师、山东铁路公司经理锡乐巴（Heinrich Hildebrand）。1899年6月，该行曾联合德国其他银行集资成立山东铁路公司，以进行胶济铁路的建设。1901年，德华银行青岛分行大楼建成，工程共耗资8.1万金马克。
德华银行青岛分行在德占时期的青岛金融市场占有重要地位。1907年6月15日德国政府允许德华银行在中国发行纸币后，青岛分行曾发行以墨西哥银元为本位的银元票，纸币上印有青岛地名。1909年10月，青岛分行获准发行5分和10分的镍币“大德国宝”。总督府规定，在青岛和胶济铁路沿线买车票、交运费、完粮纳税必须使用德华银行发行的纸币和镍币，同时中国和英属香港发行的2角、1角和5分硬币被禁止在青岛流通。
由于总督府的强制措施与德华银行资本雄厚、信誉度好的自身条件，以及当时中国货币制度的混乱状况，德华银行青岛分行的纸币发行额逐年增加，以至于该行逐渐控制了青岛的金融市场。该行1913年的纸币发行额已达到德华银行在中国纸币发行总量的四分之三。除发行货币外，该行还曾在1909年和1911年先后两次政治性借款给山东巡抚衙门。

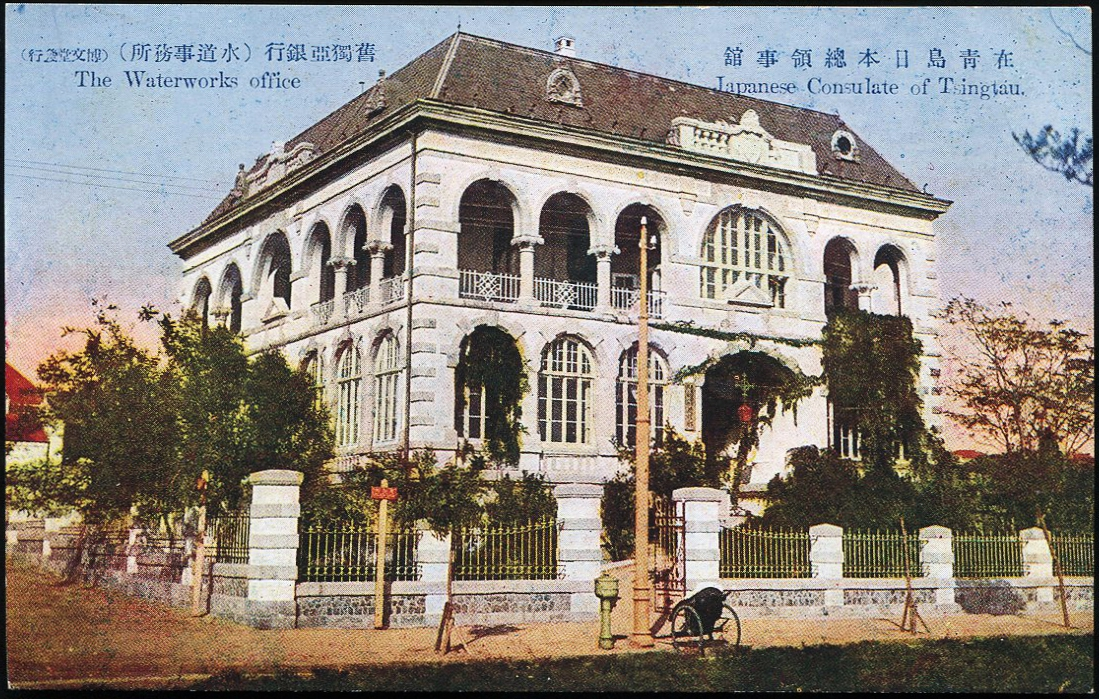
日本驻青岛总领事馆

1914年11月日本占领青岛后，德华银行青岛分行解散，其在青岛金融界的主导地位被横滨正金银行青岛分行代替。分行大楼改为日本陆军青岛守备军司令部水道部所在地，1918年改为守备军司令部民政部下属的土木部水道事务所。日本国立公文书馆的一份档案显示，英国政府曾提出购买或租用该楼作为英国驻青岛领事馆的新馆址，但未获日本当局同意。1922年12月中国政府收回青岛主权后，德华银行青岛分行旧址成为日本驻青岛总领事馆馆址。德华银行青岛分行于1923年复业，行址设在馆陶路青岛取引所，经理为传教士和士谦之子约翰内斯·弗斯坎普（Johannes Voskamp），但业务远不如昔。1938年1月日军再次占领青岛后，日本领事馆迁入原国民党青岛市党部大楼，原馆址改为日本警察署所使用。
1945年8月二战结束后，随着日本投降和日侨遣返，日本驻青岛总领事馆于1946年撤销，其原馆址德华银行青岛分行旧址被国民政府接收。德华银行青岛分行也于1946年1月被中国银行青岛分行接收。1949年6月青岛解放后，德华银行青岛分行旧址被解放军接收为军产，改为住宅楼。该建筑现仍为居民楼。1999年12月30日，德华银行旧址列入第六批青岛市文物保护单位。2000年列入青岛市第一批历史优秀建筑。2006年5月25日列入第六批全国文物保护单位青岛德国建筑群扩展名单中。

## 建筑
德华银行青岛分行旧址占地面积8,306.71平方（89,412.7平方英尺），建筑面积562平方（6,050平方英尺），高约15（49英尺），室内层高约4.5（15英尺），连地下室共三层。其结构为砖石与钢木的混合体系。外墙为多孔式沙浆抹面，临街立面呈不对称布局，设双层拱券敞廊，入口设于一楼中央。外立面支柱、券拱、墙基、屋檐、装饰线及顶部的细方石均采用花岗石砌成，转角处以石料镶边，并设计成凸凹状规则堆砌的形式。其屋顶为大坡度的蒙莎屋顶，覆盖以黑色铅板，在青岛的建筑中尤为独特。其内部楼梯间顶部有一个巨大的天窗用以采光。
该建筑为典型的意大利文艺复兴风格，德国学者托尔斯滕·华纳（Torsten Warner）认为该建筑建筑比例及立面细部的设计灵感来自于某座意大利宫殿，青岛学者李明则认为该建筑外观与文艺复兴时期的意大利建筑师安德烈亚·帕拉弟奥所设计的帕拉迪奥巴西利卡（位于维琴察领主广场南侧）极为相似。
另外，该建筑主楼北侧与西北侧分别有两幢附属建筑。该建筑1949年改为住宅后，内外结构变化较大。外立面的敞廊被封闭为拱窗，部分铁艺装饰构件被拆除。内部为居住需要被分割为许多小房间。近年来，除外立面曾重新粉刷、屋顶整修外，其建筑保护状况仍无改观。

## 图集
- 德华银行青岛分行，德占时期明信片
- 1900年代的太平路及德华银行大楼
- 外立面整修前的德华银行旧址，2001年1月
- 德华银行旧址南立面，2019年3月
- 东立面，2016年1月
- 内部状况，2016年1月
- 附楼之一，据推测是马厩
- 附楼之二